# Sigla del Muppet Show
Il Muppet Show Theme è la sigla iniziale del Muppet Show scritta da Jim Henson e Sam Pottle che viene eseguita all'inizio di ogni episodio della serie.
Una delle più famose gag di Gonzo è il cercare di suonare una nota con una tromba alla fine della sigla iniziale di ogni episodio, sempre con risultati diversi da quello che dovrebbero essere.
Nella versione italiana, la sigla cambia testo ad ogni stagione (dovuto forse al cambio di coloro che adattarono i dialoghi italiani).

## Versioni
Durante il corso del programma la sigla si è evoluta, ma principalmente il nucleo è rimasto lo stesso.

### Stagione 1
La sigla inizia con l'inquadratura di un cartello con su scritto "The Muppet Show", la "O" è una porta da dove Kermit esce affacciandosi al pubblico e presenta l'ospite speciale.
Kermit chiude la porta, il cartello si alza e l'inquadratura si allontana mostrando l'orchestra. La telecamera inquadra Rowlf, Crazy Harry e Animal che suonano una melodia sui loro strumenti (rispettivamente pianoforte, triangolo e batteria).
La telecamera inquadra il palcoscenico, mostrando un coro di ballerine di Can-can che entrano dalla parte sinistra del backstage, cantano la loro strofa mentre ballano davanti al sipario chiuso. Dei cantanti uomini cantano la loro strofa, sempre davanti al sipario, entrando dalla parte destra del backstage.
Le tende si aprono mostrando Fozzie che racconta una barzelletta diversa ogni settimana.
Le tende si richiudono, Kermit si mostra sul palcoscenico e canta la sua strofa, la quale presenta l'ospite speciale della settimana, le tende si aprono mostrando una clip dell'ospite speciale insieme ad un gruppo di Muppet.
L'inquadratura cambia, mostrando una serie di gradini a forma di torta, sul quale Kermit ed altri Muppet vi sono seduti sopra. Essi cantano l'ultima strofa, quando è terminata, l'inquadratura mostra Gonzo sul gradino più in alto davanti ad una scritta sospesa che dice "The Muppet Show", il quale cerca di colpire il gong a forma di "O", ma i risultati non sono mai quelli che dovrebbero essere.

### Stagione 2
L'aspetto grafico della sigla nella seconda stagione cambia quasi completamente.
Il cartello con su scritto "The Muppet Show" è ora più dettagliato, e Kermit, dopo aver presentando l'ospite speciale al pubblico spuntando dallo "O" del cartello, invece di chiudere lo sportello, resta appollaiato guardando verso il basso mentre il cartello viene sollevato mostrando dietro a sé una serie di archi.
Quando l'orchestra inizia a suonare, la nota eseguita con il triangolo di Crazy Harry nella prima stagione, viene sostituita con Zoot che suona il suo sassofono.
Successivamente, un gruppo di mostri arrivano nel palcoscenico, in mezzo agli archi.
Poi, la telecamera inquadra gli archi superiori: un gruppo di donne Muppet che arrivano da sinistra cantano la loro strofa, successivamente gli uomini arrivano dalla parte opposta, cantando la loro strofa, la quale è leggermente più corta di quella della prima stagione.
La telecamera inquadra il balcone di Statler e Waldorf alla destra del palcoscenico, i due dicono una battuta (che sostituisce la barzelletta detta da Fozzie nella prima stagione) che muta in ogni episodio.
La telecamera torna agli archi dove Kermit e molti altri Muppet cantano l'ultima strofa, finché non viene calato giù un cartello con su scritto "The Muppet Show", sul quale Gonzo, appollaiato sulla "O", che cerca di suonare una nota sulla sua tromba, ma sempre con risultati diversi di quello che dovrebbero essere.

### Stagione 3
I cambiamenti nella terza stagione sono minimi: il pubblico canta una strofa in coro subito prima della battuta di Statler e Waldorf.
A partire da questa stagione, a volte, la battuta dei due viene sostituita da brevi scene comiche che avvengono nel backstage o nella buca d'orchestra.

### Stagione 4
L'unico cambiamento nella quarta stagione è il fatto che ora gli uomini e le donne cantano la stessa strofa nello stesso momento (le donne stanno nella fila di archi in alto e gli uomini in basso).

### Stagione 5
Le modifiche nella quinta stagione sono: gli uomini e le donne cantano di nuovo strofe differenti in momenti diversi, dopo questa scena, vi sono Statler e Waldorf che cantano la loro strofa nel loro balcone (che è la stessa in ogni episodio ed ha la stessa melodia della strofa di Kermit nella sigla della prima stagione).
Successivamente, una melodia viene eseguita dall'orchestra subito dopo la strofa di Waldorf e Statler.
Poi, viene aggiunta una inquadratura di due file di archi con riempita con qualche Muppet che cantano una strofa subito prima della strofa cantata dal pubblico.
Per la sigla di questa stagione, gli archi vengono ricostruiti per sembrare più spesse; inoltre, viene aggiunto come membro dell'orchestra, il trombettista Lips.

## Sigla di Chiusura
La sigla di chiusura non è nient'altro che una versione strumentale della sigla iniziale.
Alla fine della sigla finale di ogni episodio, Statler e Waldorf dicono il loro solito commento.

### Stagione 1 e 2
La sigla finale caratterizza l'inquadratura di ogni musicista dell'orchestra che suona il proprio strumento.
La sequenza inizia con Animal che esegue un breve assolo; poi, l'intera orchestra inizia a suonare, mentre la telecamera si allontana per mostrare l'orchestra in completa.
Poi vengono inquadrati i primi piani (in questo ordine) dei musicisti che eseguono il loro assolo in questo ordine: Nigel il conduttore e la ragazza trombettista, Zoot, Floyd, Rowlf e successivamente l'orchestra al completo prima del commento di Statler e Waldorf.
Alla fine della sigla, dopo il commento, Zoot suona una nota sul suo sassofono.
Nella seconda stagione viene fatta una sola modifica rispetto alla sigla della stagione precedente: l'inquadratura che mostra Floyd che suona un assolo del suo basso viene re-filmata con una nuova versione del pupazzo.

### Stagione 3 e 4
Nella terza stagione e quarta stagione, la sigla viene completamente re-filmata: la melodia della sigla viene eseguita più lentamente e l'assolo di Zoot viene sostituito da un assolo al pianoforte di Rowlf.

### Stagione 5
La sigla resta sostanzialmente la stessa, comunque, la sigla viene re-filmata nuovamente. L'unica notevole differenza e che Lips, il trombettista dell'orchestra, è stato aggiunto nella buca d'orchestra, e ha anche eseguito un assolo di tromba subito prima del commento finale di Statler e Waldorf.

## La versione degli OK Go
Nel 2011, la canzone è stato riprodotta dagli OK Go e remixata da Dave Fridmann per l'album Muppets: The Green Album. Il video musicale è stato girato a Los Angeles, California.

## La versione di Elio
Elio (Stefano Belisari) ha eseguito una versione in italiano della canzone in un music video con i Muppet per promuovere il film I Muppet. Il video è stato accompagnato da una serie di video sul web che mostrano Elio che viene essere rapito dai Muppet per essere l'ospite speciale del Muppet Show.

### Video promozionali
- I Muppet hanno rapito Elio, su youtube.com.
- I Muppet hanno rapito Elio - Continua, su youtube.com.
- I Muppet hanno rapito Elio - Parte Terza, su youtube.com.
- I Muppet -- Intervista ad Elio de "Elio e le storie Tese", su youtube.com.